# Bellevaux (Górna Sabaudia)
Bellevaux – miejscowość i gmina we Francji, w regionie Owernia-Rodan-Alpy, w departamencie Górna Sabaudia.
Według danych na rok 1990 gminę zamieszkiwały 1113 osób, a gęstość zaludnienia wynosiła 23 osoby/km² (wśród 2880 gmin regionu Rodan-Alpy Bellevaux plasuje się na 722. miejscu pod względem liczby ludności, natomiast pod względem powierzchni na miejscu 67.).